# SSK 90 (каска)
SSK 90 — шлем Люфтваффе, ограниченно применявшийся во время Второй мировой войны. Шлем производства Siemens состоял из внутреннего сердечника из взаимосвязанных стальных пластин, внешней части из козьей кожи и нижней части с прокладкой из пенорезины и тканевой подкладкой. Заметный выступ спереди помогал быстро надевать и снимать шлем, а также служил дополнительной прокладкой на случай аварии. В шлеме были вырезы для наушников, создавался шлем для ношения поверх тканевого лётного шлема, оснащенного радиоаппаратурой.
Шлем был одобрен к применению 8 мая 1941 года, но быстро был признан негодным для службы на фронте — SSK90 был выведен из эксплуатации всего через 18 дней, 26 мая. Некоторые образцы продолжали использоваться, хотя пилоты чаще полагались на модифицированные версии шлема M35.

## История
Шлем был разработан Siemens и принят на вооружение Люфтваффе 8 мая 1941 года. Однако в отчете от 26 мая 1941 года данные шлемы были признаны неприемлемыми для службы на фронте, и были возвращены в отдел одежды Люфтваффе в Берлине. Вместо этого пилоты полагались на переработанные шлемы M35 с выпуклостями, вдавленными с каждой стороны, чтобы обеспечить место для наушников. Тем не менее, некоторые шлемы продолжали использоваться после того, как данные образцы были отозваны.

## Описание
Шлем SSK 90 состоял из внутреннего стального сердечника, покрытого набивкой и кожей . С внутренней стороны сцепленные пластины из хромоникелевой стали [примечание 2] толщиной 1 миллиметр, слегка выпуклые, внахлест в месте крепления. Пластины предназначались для защиты от шрапнели и огня мелкокалиберных пулемётов . Снаружи использовалась темно-коричневая козья кожа и большая выступающая часть набивки, предназначенная для быстрого надевания и снятия шлема, а также для обеспечения дополнительной амортизации в случае удара . Нижняя сторона была набита поролоном и обшита коричневой хлопковой смесью . На каждой стороне шлема, предназначенного для ношения поверх тканевого летного шлема с радиоаппаратурой, имелся вырез для наушников . В застегивающемся подбородочном ремне использовались те же компоненты, включая пряжки, кожу и застёжку, что и в шлемах немецких десантников, хотя только около половины шлемов были выпущены с подбородочными ремнями . Шлем весил около 1900 грамм .

## Ошибочная идентификация
Несмотря на тысячелетие, отделяющее конец эпохи викингов от Второй мировой войны, археологическая находка шлема SSK 90, от которого остались только внутренние пластины, была ошибочно идентифицирована как шлем викингов. В 1992 году остатки шлема были представлены как предмет викингов . Так как от шлема остался только металлический сердечник, было высказано предположение, что «шлем носили поверх кожаной или даже кольчужной одежды» . В течение некоторого времени, остатки SSK 90 считались наиболее сохранившимся шлемом викингов — лучше, чем шлем из Гьёрмундбю, от которого осталась только четверть. Лишь в 2002 году шлем в качестве альтернативы сравнили с патентными схемами SSK 90 и установили, что вместо хорошо сохранившегося шлема викингов это остатки металлического сердечника немецкого лётного шлема .